# William Fanshawe Martin
Sir William Fanshawe Martin, 4. baronet (Sir William Fanshawe Martin, 4th Baronet Martin of Lockynge) (5. prosince 1801 – 24. března 1895) byl britský admirál. Pocházel z rodiny s tradiční službou u Royal Navy, do královského námořnictva vstoupil v dětském věku a již ve třiadvaceti letech dosáhl hodnosti kapitána. Sloužil v různých destinacích britské koloniální říše a v letech 1858–1859 zastával ve vládě funkci prvního námořního lorda. Aktivní kariéru završil jako vrchní velitel ve Středozemním moři (1860–1863) a v roce 1863 dosáhl hodnosti admirála.

## Životopis

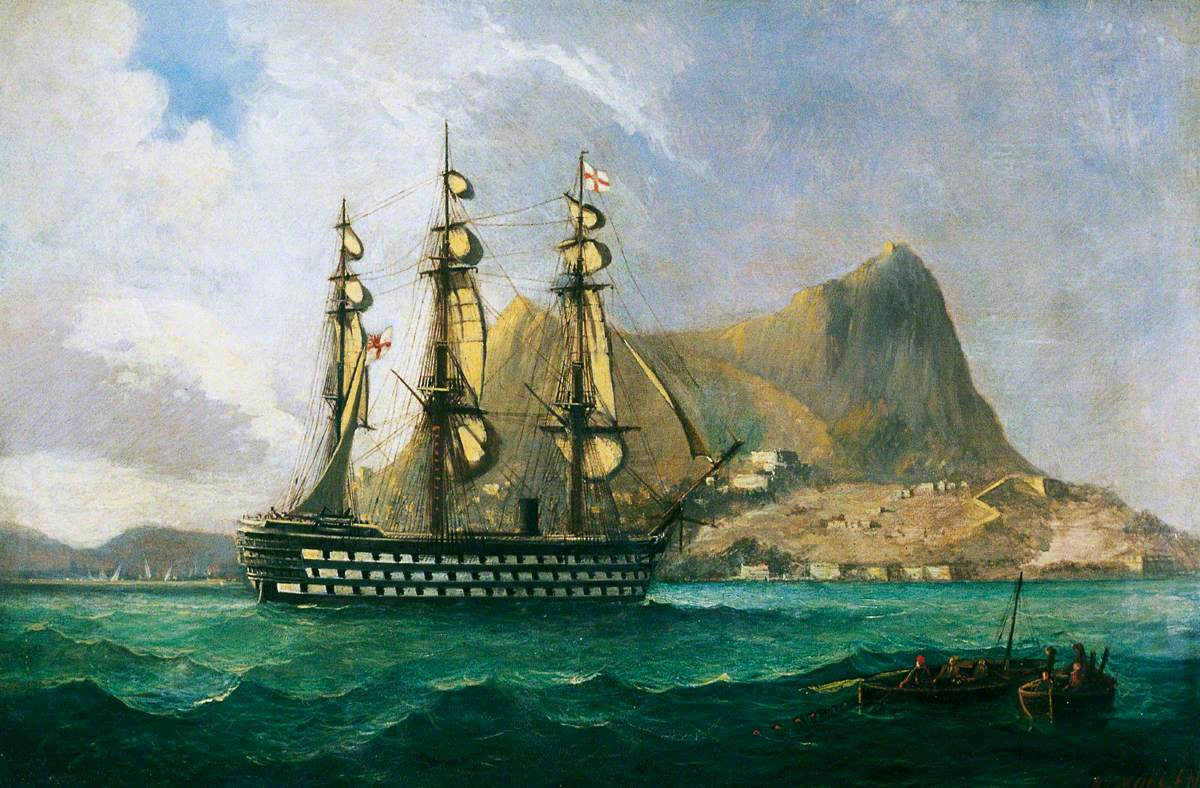
Křižník HMS Marlborough, vlajková loď admirála Williama Martina jako vrchního velitele ve Středomoří u břehů Gibraltaru (1860)

Narodil se jako starší syn velkoadmirála Thomase Byama Martina (1773–1854) a Catheriny, rozené Fanshawe. Do Royal Navy vstoupil v roce 1813, zpočátku sloužil ve Středomoří a u břehů Indie. Již v devatenácti letech byl poručíkem a počátkem 20. letech během peruánské války za nezávislost proslul ochranou britských obchodních lodí v Tichomoří. V roce 1824 byl povýšen na kapitána a sloužil v Lamanšském průlivu, po roce 1831 byl několik let mimo aktivní službu s polovičním platem. Po roce 1844 v hodnosti komodora sloužil u břehů Irska, později znovu v Lamanšském průlivu. V roce 1853 byl povýšen do hodnosti kontradmirála a v letech 1853–1857 byl superintendantem loděnic v Portsmouthu. Poté byl jedním z lordů admirality a krátce také prvním námořním lordem (First Sea Lord, 1858–1859), v roce 1858 zároveň obdržel hodnost viceadmirála. Ve funkci prvního námořního lorda prosazoval zahájení výstavby pancéřových lodí. V letech 1860–1863 byl vrchním velitelem ve Středozemním moři na vlajkové lodi HMS Marlborough, která s výzbrojí 131 děl a posádkou o 1 100 mužích patřila k největším bitevním křižníkům Royal Navy. Jako nositel rytířského kříže Řádu lázně byl povýšen do šlechtického stavu s nárokem na titul Sir (1861). Krátce poté po bratranci Siru Henry Martinovi (1801–1863) v roce 1863 zdědil titul baroneta a téhož roku dosáhl hodnosti admirála. Aktivní kariéru zakončil jako vrchní velitel v Plymouthu (1866–1869). Poté odešel do výslužby (1870) a v roce 1873 obdržel velkokříž Řádu lázně. Od roku 1878 až do smrti zastával čestnou funkci kontradmirála Spojeného království.
Poprvé se oženil v roce 1826 s Ann Best (†1836), dcerou významného právníka 1. barona Wynforda, lorda nejvyššího sudího pro věci trestní a civilní. S druhou manželkou (od roku 1838) Sophií Hurt měl jediného syna Richarda Martina (1841-1910), který byl posledním nositelem titulu baroneta.
Williamův mladší bratr Henry Byam Martin (1803–1856) byl též admirálem Royal Navy a proslul mimo jiné jako malíř. Nejmladší z bratrů Robert Fanshawe Martin (1805–1846) sloužil v armádě a v hodnosti podplukovníka zemřel v Indii.
Jeho švagr Thomas Best (1799–1863), syn 1. barona Wynforda, sloužil též u Royal Navy a dosáhl hodnosti viceadmirála.